# Joseph von Auffenberg

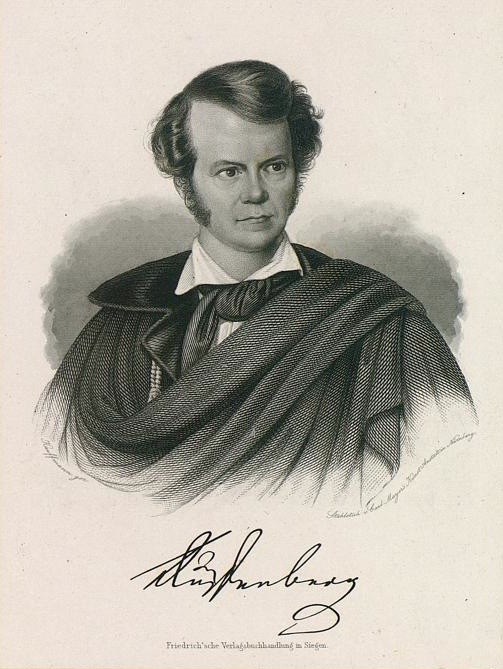
Joseph von Auffenberg

Joseph Freiherr von Auffenberg (* 25. August 1798 in Freiburg im Breisgau; † 25. Dezember 1857 ebenda) war ein deutscher Dramatiker und Dichter.

## Leben
Joseph von Auffenberg studierte ab 1813 Rechtswissenschaften an der Universität Freiburg und nahm 1815 in österreichischen Diensten an der Schlacht bei Waterloo teil. Später war von Auffenberg Leutnant der badischen Garde in Karlsruhe.
Seine Dramen Pizarro und Die Spartaner wurden in Karlsruhe aufgeführt. Der Erfolg regte ihn an, weitere Dramen zu schreiben. Auffenberg wurde 1822 Mitglied des Hoftheaterkomitees und bald darauf dessen Präsident. 1832 unternahm er eine von ihm als Humoristische Pilgerfahrt nach Granada und Cordoba beschriebene Reise nach Spanien, auf der er bei Valencia von Räubern überfallen wurde und schwer verletzt überlebte.
1839 wurde Auffenberg zum großherzoglich badischen Hofmarschall ernannt.
Auffenberg verlor alle seine Stellungen 1849 aufgrund eines Fauxpas, den er bei einem Abendessen Großherzog Leopolds von Baden begangen hatte. Offenbar äffte er in betrunkenem Zustand den Großherzog hinter dessen Rücken nach, wurde aber von diesem dabei ertappt und suspendiert. Auffenberg zog daraufhin in seine Heimatstadt Freiburg im Breisgau und lebte zusammen mit einem Diener in einem Haus in der Kaiserstraße (heutige Kaiser-Joseph-Straße). Um sein Leben in den letzten Jahren gab es viele Gerüchte, da man Auffenberg in angeblich „defekter Kleidung“ in unfeinen Gasthäusern sah – immer begleitet von einem schwarzen Pudel. Die Vermutung, dass Auffenberg schon zu Lebzeiten verarmt war, wurde allerdings nach dessen Tod widerlegt: er vermachte 39.000 Gulden an das Hospital zu Valencia del Cid, wo man ihn 1832 nach dem Raubüberfall gesund gepflegt hatte. 1.000 Gulden vererbte er zudem seinem treuen Weggefährten der letzten Jahre, seinem Pudel.

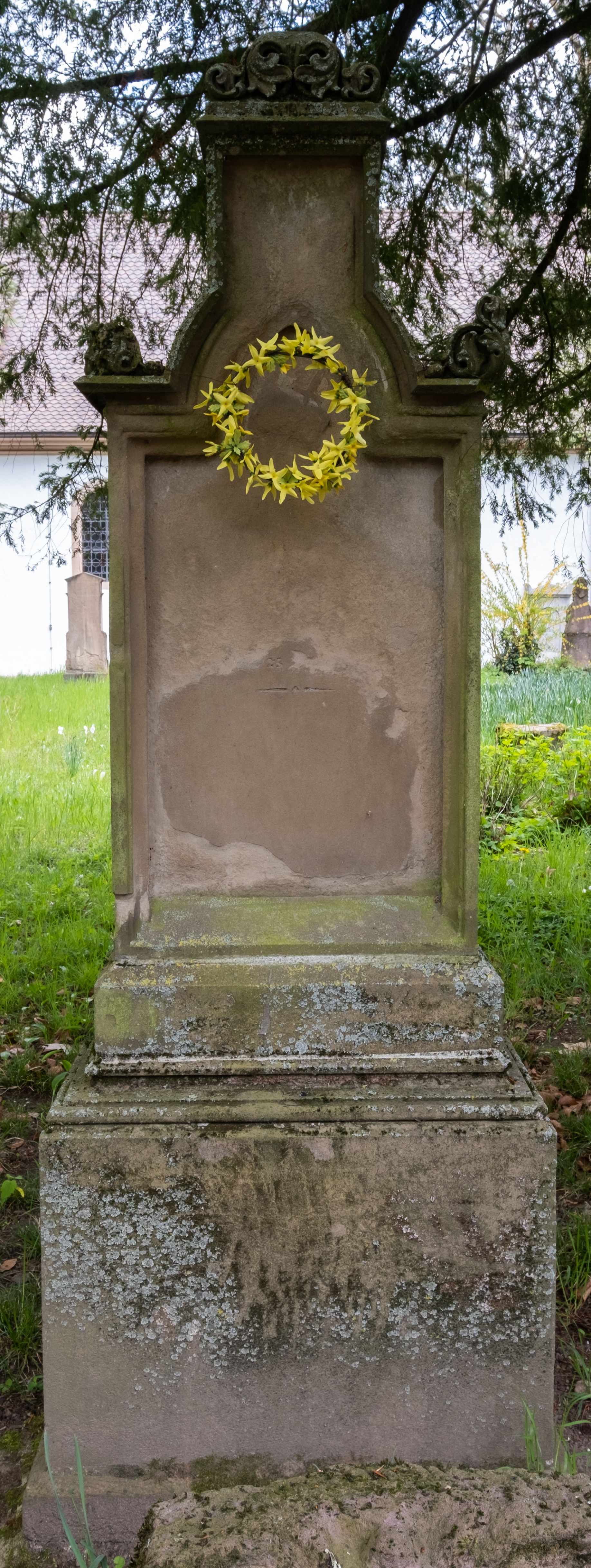
Grabstein auf dem Alten Friedhof in Freiburg

Sein Grab befindet sich auf dem Freiburger Alten Friedhof. Neben dem völlig verwitterten Grabstein, der von Josef Alois Knittel geschaffen wurde, befindet sich dort ein Denkmal, das 1965 die Freiburger Bildhauerin Eva Eisenlohr schuf.

## Werke
- Wallas
- Die Flibustier
- König Erich
- Die Syrakuser
- Das Opfer des Themistokles
- Fergus Mac Ivor
- Das Nordlicht von Kasan
- Der Löwe von Kurdistan. Ein romantisches Schauspiel in 5 Acten, nach Walter Scotts The Talisman. Etlinger, Würzburg 1827, urn:nbn:de:hbz:061:1-73910.
- Ludwig XI. in Péronne
- Das böse Haus
- Die Schwestern von Amiens
- Der Prophet von Florenz u. a. erhielten sich einige Jahre auf dem Repertoire.
- Victorin, Räuberhauptmann in den böhmischen Wäldern, genannt: Der schwarze Fritz. Großes Schauspiel in 5 Akten [aufgeführt in St. Wendel am 27.05.1844]

Nicht für die Bühne bestimmt ist das Gedicht Alhambra (Karlsruhe 1829–30, 3 Bände), ein „Epos in dramatischer Form“, nicht ohne Phantasie, aber ohne tieferes Leben und ohne künstlerisches Maß.
Eine Gesamtausgabe seiner Werke erschien in 22 Bänden (Siegen 1846; 3. Auflage Wiesbaden 1855), eine Auswahl in 7 Bänden (Wiesbaden 1850).